# Obelisco nero
L'Obelisco nero del re assiro Salmanassar III è un reperto archeologico di enorme rilevanza per l'archeologia biblica.

## Descrizione
Si tratta di una struttura calcarea ricoperta di bassorilievi proveniente da Nimrud (l'antica Kahlu), nell'Iraq occidentale.
Alta circa 197,85 cm e larga 45,08 cm è attualmente esposta al British Museum dopo essere stato scoperto dall'archeologo Sir Austen Henry Layard nel 1846.

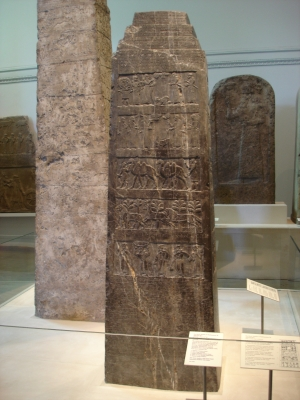
LObelisco nero esposto al British Museum

Attualmente è l'obelisco di fattura assira più completo mai trovato ed è importante per la prima raffigurazione storica di un israelita.
Rappresenta venti scene in bassorilievo, divise in cinque serie. Ognuna delle serie rappresenta la sottomissione di un re straniero che offre i suoi tributi al sovrano assiro Salmanassar III, prostrandosi dinanzi a lui e rendendogli omaggio. 
Le serie rappresentano i seguenti sovrani sottomessi:
- Sua di Gilzanu, sovrano di una regione dell'attuale Iraq nord-occidentale.
- Jehu di Bit Omri, sovrano dell'antico regno di Israele.
- Un non meglio identificato sovrano di Musri, probabilmente appartenente all'antico Egitto.
- Marduk-apil-usur di Suhi, un regno fra l'attuale Iraq e la Siria.
- Qalparunda di Patin, una regione dell'attuale Antakya turca.

Ognuna delle cinque serie occupa quattro pannelli accompagnati da iscrizioni cuneiformi.

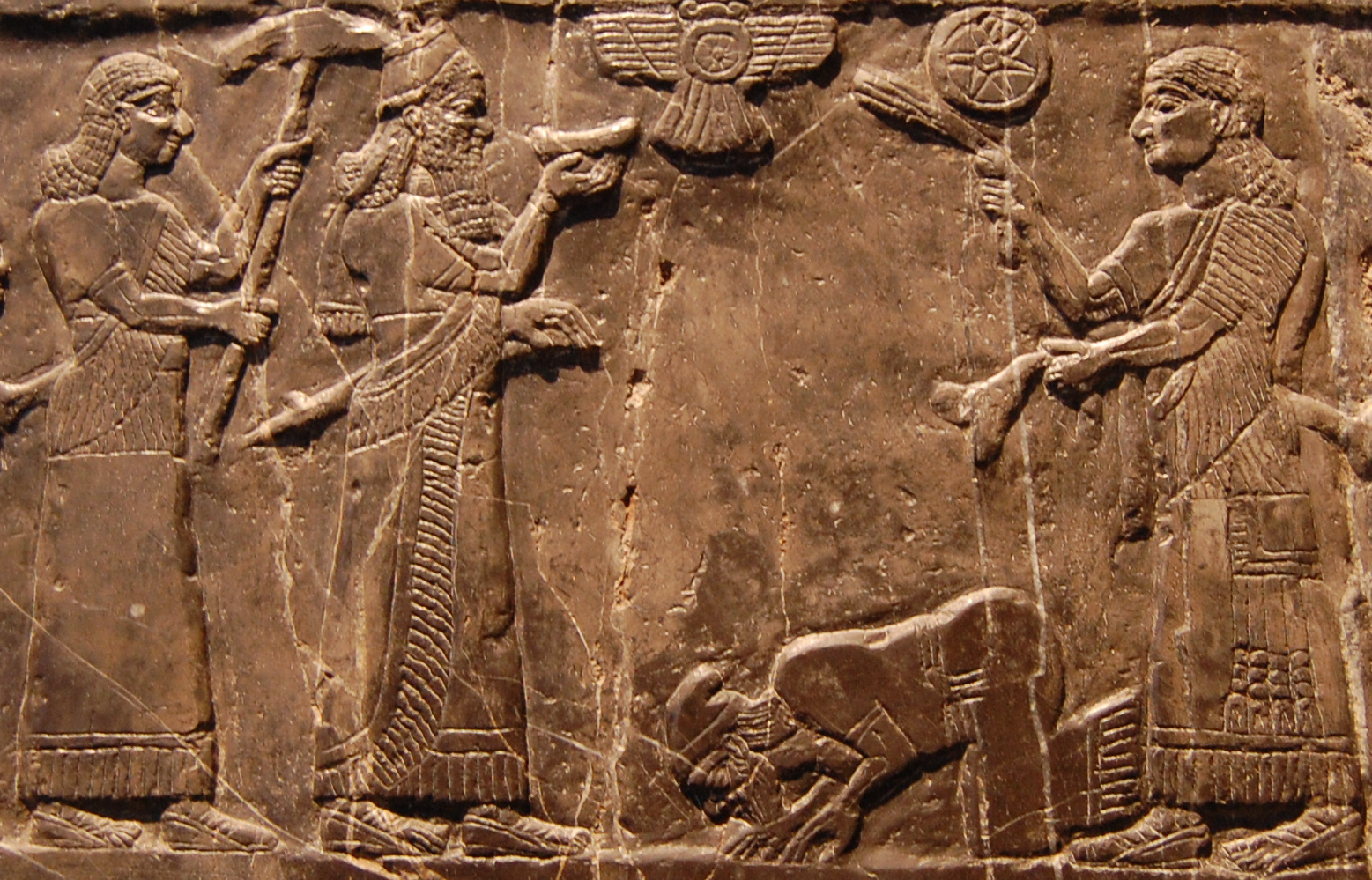
Il pannello che rappresenta Jehu

La seconda serie di bassorilievi presenta la più antica testimonianza iconografica di un sovrano israelita, il biblico re Jehu, sovrano d'Israele, che viene raffigurato nell'atto di baciare la terra di fronte al capo assiro come segno della sua sottomissione avvenuta intorno all'841 a.C.
Questo antico sovrano israelita si allontanò dall'alleanza stretta con i fenici per diventare vassallo degli Assiri. Cenni riguardanti il suo regno si trovano nel II Libro dei Re (9-10). 
Secondo questa fonte Jehu fu un usurpatore, che si impossessò del trono d'israele dopo la morte di Acab figlio di Omri, caduto in battaglia contro il sovrano di Damasco a Ramoth-Gilead (I Libro dei Re 29-36). 
L'iscrizione cuneiforme che accompagna il bassorilievo recita:
Tributo di Jehu, figlio di Omri: ho ricevuto da costui argento, oro, un piatto d'oro, un vaso d'oro e dei bicchieri d'oro, secchi d'oro e di stagno, lo scettro degno di un re e una lancia.
In alto e alla base dell'obelisco si trovano le iscrizioni relative alle campagne militari di re Salmanassar III inerenti a ogni anno del suo regno, fino al trentesimo. Alcuni elementi portano a pensare che l'obelisco sia stato commissionato dal comandante in capo dell'esercito reale, Dayyan-Assur.